# الشعر اليهودي في الأندلس
لقد تطور العصر الذهبي للشعر اليهودي في الأندلس في المحاكم الأدبية للطوائف المختلفة. وكما هو الحال مع نظيره العربي، فقد انخفض إنتاجه في القرن الثاني عشر تحت حكم المرابطين والموحدين. في الجزء الأخير من القرن العاشر، أحدث دوناش بن لبراط ثورة في الشعر اليهودي في الأندلس من خلال إدخال الوزن والقوافي وبحور الشعر العربية في الكتابة العبرية. استخدم الشعراء اليهود موضوعات شعرية عربية، فكتبوا شعرًا باخوسيًا، وشعرًا حدائقيًا، وشعرًا غزليًّا؛ وكلها أشكال لم تكن موجودة قبل في الشعر اليهودي.

## اللغة الأدبية
كما هو الحال في بقية العالم العربي في ذلك الوقت، كانت اللغة العربية هي اللغة النموذجية للكتابة اليهودية، باستثناء النصوص الدينية المقدسة والآداب الجميلة. تقريبا كل الأعمال اليهودية في الفلسفة واللاهوت (علم الكلام) والرياضيات، كانت مكتوبة باللغة العربية، وعادة بالأحرف العبرية. وقد أطلق على هذا النوع من الكتابة اسم "العربية اليهودية" ، على الرغم من أن الاختلاف في اللغة المستخدمة من اليهود وغير اليهود في هذا الوقت كان ضئيلًا. يمكن اعتبار اختيار اللغة العبرية كلغة شعرية بمثابة تعبير عن تأكيد الذات اليهودية. اعتبر الشعراء العرب المعاصرون لغتهم، لغة القرآن، أجمل اللغات، والشعر العربي أعلى أشكال الشعر؛ كما فكر الشعراء اليهود على نحو مماثل في كتاباتهم المقدسة ونظموا الشعر باللغة العبرية التوراتية وبصرف النظر عن ابتكارات دوناش العرضية، حاولت اللغة العبرية في هذه القصائد محاكاة الأسلوب الكلاسيكي، وإلغاء العناصر التي أُدخلَت إلى اللغة بعد فترة تقديس التناخ. وقد تم تسهيل هذا النهج الكلاسيكي من خلال التقدم في دراسة قواعد اللغة العبرية وتفسير الكتاب المقدس.

## الشعر الليتورجي العبري
يحتوي التناخ على عدة أقسام شعرية، بما في ذلك أغاني البحر [الإنجليزية] ونشيد دبوراه، بالإضافة إلى الكتب الشعرية مثل كتاب المزامير وكتاب أيوب. ويتضمن التلمود أيضًا عددًا من الأقسام الشعرية. ازدهرت قوافي البيوت [الإنجليزية] في فلسطين البيزنطية بين القرنين الخامس والسابع. تطلَّب دمج الشعر المعقد والغامض في البيوت التعرف على مفردات غير عادية، وكلمات أجنبية، وأشكال نحوية معقدة، وعدد كبير من الإشارات إلى المصادر الدينية اليهودية.

## خلافة قرطبة
في أواخر القرن العاشر، وصل دوناش بن لبراط، وهو حاخام من شمال أفريقيا وتلميذ سعديا غاوون، إلى خلافة قرطبة وأحدث ثورة في الشعر العبري في الأندلس. وقد صمم دوناش نظامًا من الحروف المتحركة القصيرة والطويلة للغة العبرية يسمح لها بتقليد الوزن العربي، كما اعتمد بنية القصيدة العربية. لقد اعتمد جميع الشعراء اليهود الأندلسيين والإسبان تقريبًا ابتكارات دوناش. قال موسى بن عزرا إن أفضل الشعر العبري هو الذي تم تأليفه وفقًا للنموذج العربي، لكن يهودا هاليفي، المعاصر لابن عزرا، شعر بالتناقض تجاه الابتكارات على بحور الشعر، وأدانها باعتبارها استسلامًا ثقافيًا.

## العصر الذهبي للشعر اليهودي الإسباني

الطوائف في عام 1080. أدى تقسيم خلافة قرطبة إلى طوائف إلى ازدهار الأدب في الأندلس.

أدى تقسيم الخلافة إلى طوائف، والمحاكم الأدبية اللاحقة في مختلف الطوائف، إلى ظهور عصر ذهبي للشعر اليهودي الإسباني كما هو الحال مع الشعر العربي. ومن الشعراء البارزين في هذه الفترة صموئيل بن نغريلة (993-1056)، سليمان بن جبيرول (1021-1055)، موسى بن عزرا (1055-1138)، يهودا هاليفي (1074-1141)، يسحق بن غيات [الإنجليزية] (1038-1089)، وإبراهيم بن عزرا (1092-1167).  تأثر هؤلاء الشعراء بشكل خاص بالشعراء العرب من المشرق مثل المتنبي وأبو تمام، وليس بالشعراء الأندلسيين. وقد شارك كثيرون المتنبي في النخبوية تجاه مجتمع لم يكن مهتمًّا بشعرهم. كان شعر الحب، الذي يتبع التقليد العربي، مستوحى من أعمال أبي نواس. وشملت الموضوعات الجمال والشوق، والحب غير المتبادل، ومتع الخمر أو القدر، فضلًا عن عقبات الحب في الشعر الحجازي. هناك عدد من الأغاني العبرية في العصور الوسطى تمجد جمال الأولاد، وخاصة بين القرن الحادي عشر وأوائل القرن الثالث عشر. وكما هو الحال مع الشعر العربي، فقد تراجع إنتاج الشعر اليهودي في عهد المرابطين والموحدين منذ القرن الثاني عشر فصاعدًا.

## العروض والأنواع
كانت القصيدة العربية نموذجية للأنواع الشعرية الرئيسة. كان المديح يُشيد بالرجل العظيم ويُكرّمه، بينما كان المرثي يُخلّد ذكرى وفاة رجل عظيم. أما الهجاء فكان يسخر من الأعداء؛ وهي أشكال مُقتبسة من الشعر العربي.
كما اعتمد شعراء الموشحات، وهو شكل مقطعي مخصص عادة لقضايا تتعلق بمتع الحياة، ووصف الخمرة واستهلاكه، والحب أو تعبيرات الندم على الطبيعة العابرة لهذه الملذات. الخرجة أو اللحن الأخير من هذه الموشحات، تنتقل عادة من اللغة العربية الفصحى إلى اللغة العربية العامية الأندلسية. في القصائد العبرية، كان التغيير بين لغات مختلفة - من العبرية إلى العربية أو لغة رومانسية مثل اليهودية الإسبانية - وهي شهادة على المجتمع الثلاثي اللغات الذي عاش فيه يهود الأندلس. أما فيما يتعلق بالموضوعات، فقد أصبح الشعر اليهودي، الذي كان يركز في السابق على المواضيع الليتورجية، مشابهًا جدًّا للتقاليد العربية. بحلول القرن العاشر، كانت الثقافة العربية قد طورت تقليدًا شعريًا غنيًا ومتنوعًا. استخدم الشعراء اليهود النبرة الحنينية للشعر في الصحراء العربية في قصائدهم عن منفاهم؛ وقاموا بتقليد قصائد باخوس التي وصفت ملذات الخمر والحدائق المحمية، وتأملوا في نمط حياة الطبقة الثرية التي تتقاسم القيم مع أقرانهم المسلمين. كما شاركوا في الاهتمام بالمفاهيم الأفلاطونية الجديدة حول الروح وموضوعات أخرى في شعر الحب العربي، والتي أعيد صياغتها من خلال لغة الكتاب المقدس العبري (وخاصة نشيد الأناشيد)، والتي اخترقت الشعر العبري المقدس والعلماني. 

## شعراء بارزون في ذلك العصر
- يهودا اللاوي
- سليمان بن جبيرول
- صموئيل هانجيد
- موسى بن عزرا
- إبراهيم بن عزرا
- دوناش بن لابرات
- يوسف بن تانخوم